# Alain Le Bussy
Alain Le Bussy (1947 – 14 de octubre de 2010) fue un escritor de ciencia ficción belga, que ganó el Premio Rosny-Aîné de 1993 por su novela Deltas. Murió el 14 de octubre de 2010 por complicaciones después de una operación.
Su carrera como escritor comenzó en 1961 publicando un artículo sobre género en la revista 'Conjunct', no fue hasta 1968 cuando escribió su primera novela. Escribió más de 30 novelas  de la series "Aqualia" y "Yorg." Fue miembro activo del del fandom de la ciencia ficción, creador del fanzine de ciencia ficción Xuensè (un anagrama de Esneux, la primera revista para la que trabajó) y organizador de convenciones de ciencia ficción. En 1995, fue incluido en el Salón de la Fama de la Sociedad Europea de Ciencia Ficción.